# Pintsch
Pintsch (Luxemburgs: Pënsch) is een plaats in de gemeente Kiischpelt en het kanton Wiltz in Luxemburg.
Pintsch telt 120 inwoners (2001).